# Ludovic Zanoni
Ludovic Zanoni (Arad, 26 de junho de 1935 — Tărtășești, 28 de outubro) foi um ciclista de estrada romeno. Nos Jogos Olímpicos de Verão de 1960 em Roma, fez parte da equipe romena que terminou em sexto lugar nos 100 km contrarrelógio por equipes. Terminou em segundo lugar no Tour de Romênia em 1955 e 1958.